# ALEXA (モデル)
ALEXA（アレクサ、1992年8月26日 - ）は、日本の女性ファッションモデル。ポーランド出身。ボン イマージュ所属。ベジタリアン。ヨガインストラクター資格保有。

## 略歴
2007年
- 15歳の時に初来日し、日本でのモデルデビューを果たす。
- ハーゲンダッツ、ピーチジョンなど多数の広告に出演。

2012年
- 活動拠点を東京に移す。

2015年
- ハワイへ移住。

2019年
- ハワイに住みながら、東京でのモデル活動を本格的に再開。雑誌など活動の幅を広げている。

## 出演

### 雑誌
- Precious/小学館
- CLASSY./光文社
- GINGER/幻冬舎
- GLITTER/トランスメディア
- HONEY/ネコ・パブリッシング
- Oggi/小学館
- 25ans wedding/ハースト婦人画報社
- MISS plus+（2013年12月号 - 2014年2月号、世界文化社）
- 25ans（2013年12月号、ハースト婦人画報社）
- sweet/宝島社
- CREA/文芸春秋
- GLAMOROUS (2005年4月号 - 2013年8月号、講談社)
- GQ japan/コンデナスト・ジャパン
- LEON/主婦と生活社
- Hotel wedding/IBJウェディング
- ゼクシィ/リクルート
- Tarzan/マガジンハウス
- YOLO/エイ出版
- Yogini/枻出版
- Regina/グローバルゴルフメディアグループ

### ランウェイ
- 東京ガールズコレクション
- ガールズアワード

### CM
- マツダCM「コンボデミオ篇」
- 日比谷シャンテシャンテバザール2013
- ネイチャーラボ『モイストダイアン』イメージキャラクター

### テレビ
- PON!（2014年4月 - 2015年3月、日本テレビ）
- しゃべくり007（2016年3月4日）
- 好きになった人14（2016年5月24日）日本テレビ

### 広告
- アモスタイル 雪に輝く冬のランジェリー (2016年)[1]